# ナマンガン・マルカジイ・スタジアム
ナマンガン・マルカジイ・スタジアム（英: Namangan Markaziy Stadium）は、ウズベキスタン東部の街ナマンガンにある多目的スタジアムである。

## 概要
収容人数は33,000人。ウズベキスタン国内では、ウズベキスタンの国立競技場であるパフタコール・マルカジイ・スタジアムに次ぐ2番目の大きさを誇る。
主にサッカーの試合に用いられ、ウズベク・リーグに所属するナフバホール・ナマンガンがホームスタジアムとして使用している。また、ラグビーやクリケットの試合に用いられることもある。

## 交通アクセス
ナマンガン空港よりタクシーで約10分。また、ウズベキスタン鉄道のナマンガン駅からもほぼ同程度。